# Piz Alv (Ferrera)
Piz Alv är en bergstopp i Schweiz.   Den ligger i regionen Viamala och kantonen Graubünden, i den östra delen av landet, 160 km öster om huvudstaden Bern. Toppen på Piz Alv är 2 855 meter över havet, eller 151 meter över den omgivande terrängen. Bredden vid basen är 0,90 km.
Terrängen runt Piz Alv är bergig åt nordväst, men åt sydost är den kuperad. Trakten runt Piz Alv är nära nog obefolkad, med mindre än två invånare per kvadratkilometer.. Närmaste större samhälle är Thusis, 19,4 km norr om Piz Alv. 
Trakten runt Piz Alv består i huvudsak av gräsmarker.